# Plötzlich Papa – Einspruch abgelehnt!
Plötzlich Papa – Einspruch abgelehnt! ist eine Anwaltsserie, die auf dem Privatsender Sat.1 ausgestrahlt wurde. Die Serie wurde donnerstags um 20:15 Uhr gesendet. Die Sendung wurde aufgrund sehr schlechter Quoten nach nur 8 von 13 Episoden eingestellt. Die verbliebenen Folgen wurden Ende 2012 auf Sat.1 emotions erstausgestrahlt.

## Handlung
Alexander Degen ist ein erfolgreicher Anwalt und äußerst beliebt bei den Frauen. Als er zur Arbeit erscheint, trifft er dort auf die Sozialarbeiterin Frau Trimborn, die ihm überraschenderweise offenbart, dass er der Vater der acht Monate alten Fanny ist und sich von nun an um das Kind kümmern muss. Zunächst glaubt Alex, dass er aus der Situation leicht herauskommt, schließlich hatte er in den vergangenen Jahren so manche Vaterschaftsklage am Hals, doch dieses Mal wird es nicht ganz so einfach. Es stellt sich nämlich heraus, dass Fanny das Resultat der Beziehung zu Elizabeth Baker ist. Diese Frau hatte er damals wirklich geliebt, doch ihm wurde das Herz gebrochen. Aus diesem Grund beschließt er die Vaterschaft anzunehmen. Von dem einen auf den anderen Tag fliegt er aus seiner Kanzlei raus und landet auf der Straße, aus Verzweiflung heuert er bei der kleinen Kanzlei Böll an.

## Staffeln
| Staffel | Episoden | Sendeplatz            | Staffelpremiere | Staffelfinale | Tv Saison | Zuschauer | Zuschauer       | Marktanteil | Marktanteil     |
| Staffel | Episoden | Sendeplatz            | Staffelpremiere | Staffelfinale | Tv Saison | Gesamt    | 14 bis 49 Jahre | Gesamt      | 14 bis 49 Jahre |
| ------- | -------- | --------------------- | --------------- | ------------- | --------- | --------- | --------------- | ----------- | --------------- |
| 1.1     | 8        | donnerstags 20:15 Uhr | 23. Okt. 2008   | 11. Dez. 2008 | 2008/09   | 1,61 Mio. | 0,80 Mio.       | 5,2 %       | 6,5 %           |
| 1.2     | 5        | donnerstags 22:30 Uhr | 15. Nov. 2012   | 13. Dez. 2012 | 2012/13   |           |                 |             |                 |

## Besetzung
| Schauspieler     | Rolle           | Folgen |
| ---------------- | --------------- | ------ |
| René Steinke     | Alexander Degen | 1–13   |
| Anuk Ens         | Barbara Böll    | 1–13   |
| Daniela Preuß    | Sophie Böll     | 1–13   |
| Katy Karrenbauer | Elli Raschke    | 1–13   |
| Matthias Klimsa  | Thomsen         | 1–13   |
| Rolf Kanies      | Conradi         | 1–13   |
| Soraya Haack     | Fanny           | 1–13   |

## Episodenliste

### Staffel 1 – Teil 1
| Nr. | Originaltitel              | Erstausstrahlung D |
| --- | -------------------------- | ------------------ |
| 1   | Alle gegen Alex            | 23. Okt. 2008      |
| 2   | Sex, Tauben und Videotapes | 30. Okt. 2008      |
| 3   | Kampf um Fanny             | 6. Nov. 2008       |
| 4   | Kohle, Schotter und Kies   | 13. Nov. 2008      |
| 5   | Die Mamas und die Papas    | 20. Nov. 2008      |
| 6   | Der falsche Richter        | 27. Nov. 2008      |
| 7   | Beim Barte des Propheten   | 4. Dez. 2008       |
| 8   | Sex und Tsatsiki           | 11. Dez. 2008      |

### Staffel 1 – Teil 2
| Nr. | Originaltitel           | Erstausstrahlung D |
| --- | ----------------------- | ------------------ |
| 9   | Eine Frau zum Anbeissen | 15. Nov. 2012      |
| 10  | Der Elefantenmann       | 22. Nov. 2012      |
| 11  | Rente tief, Hände hoch  | 29. Nov. 2012      |
| 12  | Bruder Hippie           | 6. Dez. 2012       |
| 13  | Luft nach oben          | 13. Dez. 2012      |

## Belege
1. ↑  Sendetermine von Plötzlich Papa – Einspruch abgelehnt!
2. ↑  Quotencheck: «Plötzlich Papa». quotenmeter.de, abgerufen am 28. September 2011.